# Gerard Hack
Gérard Osval (Gerard) Hack (Maastricht, 10 augustus 1893 – aldaar, 30 april 1975) was een Nederlandse beeldhouwer.

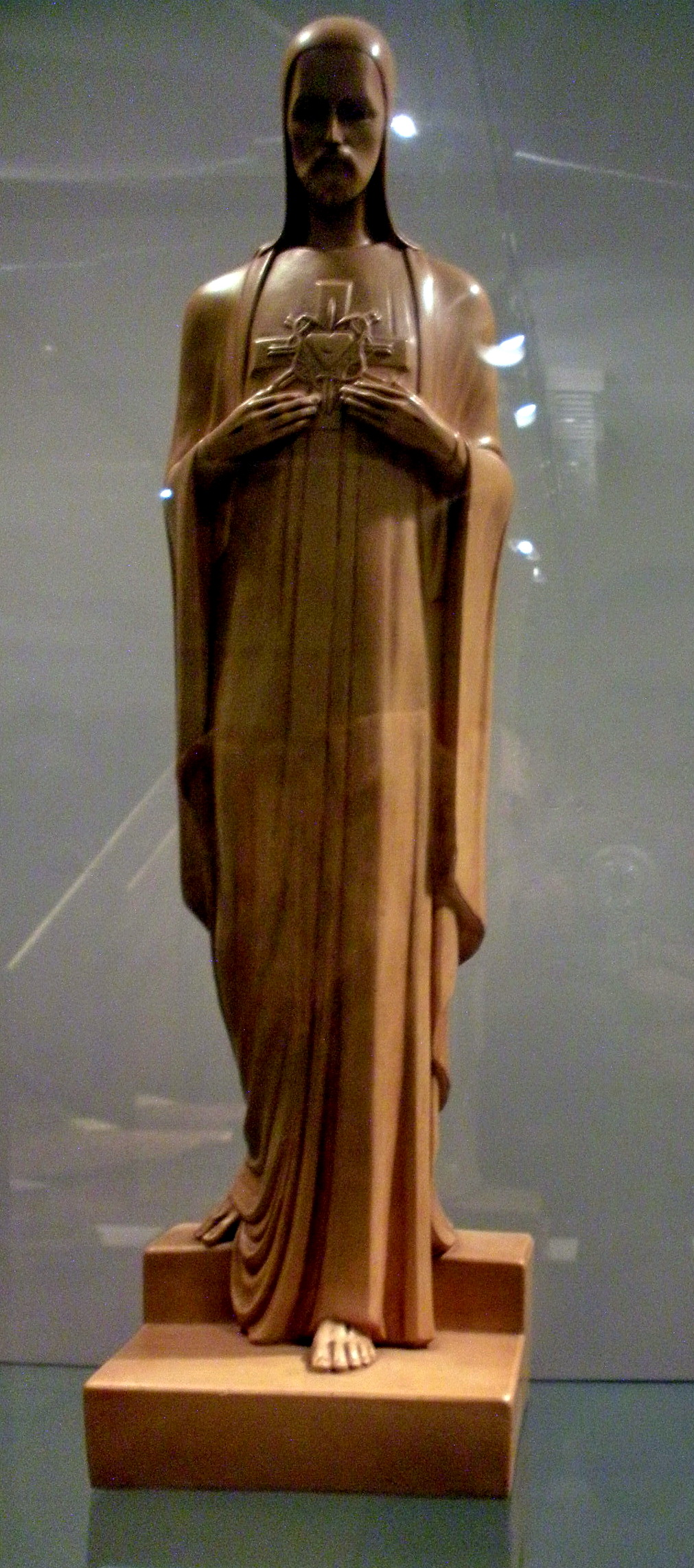
Heilig Hartbeeldje (1923), Museum Krona, Uden

## Leven en werk
Hack was een zoon van Osval Hack en Catharina Meertens. Zijn vader was Frans, zijn moeder Duits, in 1947 werd Hack tot Nederlander genaturaliseerd. Hij trouwde in 1922 met Anna Elisabeth Josephina Rutten (1895-1967) en noemde zich sindsdien ook wel Hack-Rutten.
Hacks vader had een zaak in beeldhouwkunst aan de Jodenstraat in Maastricht. Hij leverde onder andere ornamenten voor gebouwen en hield zich bezig met restauratiewerkzaamheden. De jonge Hack werkte overdag bij zijn vader in de zaak en volgde in de avonduren lessen bij Frans van de Laar aan het Stadstekeninstituut. Hij nam later de zaak van zijn vader over.
Hack maakte vooral religieuze kunst, voor kerken en roomse organisaties. Op zijn zeventiende ontwierp hij een Heilig Hartbeeld, dat zijn signatuur werd. Hij reproduceerde het meerdere malen, onder andere in 1927 in opdracht van Eduard Cuypers voor het Canisiusziekenhuis in Nijmegen.

## Werken (selectie)
- ca. 1920 portret van mgr. dr. J.E.H Menthen voor diens grafmonument op de Algemene Begraafplaats Tongerseweg in Maastricht. Het monument zelf was een ontwerp van Charles Vos.
- 1921 en 1932 piëta voor de Genadekapel in Caberg, niet meer aanwezig[4]
- 1927 Heilig Hartbeeld voor het Canisiusziekenhuis in Nijmegen
- 1931 St. Barbaramonument in de Kloosterkolonie (Hoensbroek)
- 1932 Mariabeeld voor de kerk van Grathem
- 1932 Dodenmasker kardinaal van Rossum
- 1934 Sint Theresia van Lisieux voor de Theresiakerk in Maastricht
- 1937 Sint Anthonius voor de Antonius van Paduakerk in Scharn
- 1938 Sint Theresia van Lisieux in Eindhoven
- Christoffelbeeld voor de Koepelkerk in Maastricht
- Grafmonument Henri Goovaerts, op de Algemene Begraafplaats Tongerseweg in Maastricht

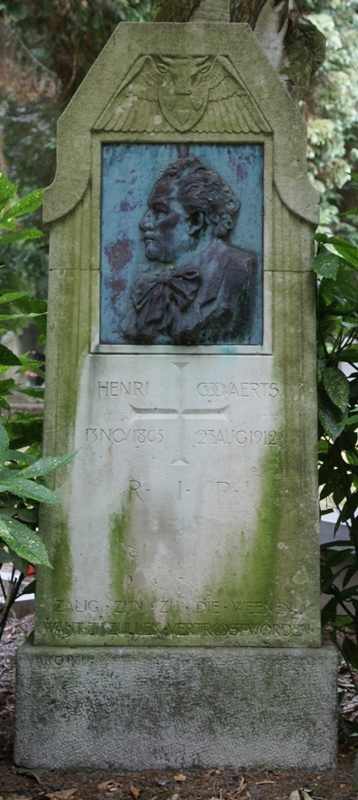
Grafmonument Henri Goovaerts